# Língua kaugel
Kaugel (Gawigl) é uma das línguas faladas na província de Terras Altas do Sul na província de Papua-Nova Guiné. Os falantes vivem na áreao do lado sul do rio Kaugel. Aua (Ibo Ugu, Imbo Ungu, Imbongu) e Gawil (Umbo Ungu, Kakoli) são os dialetos.
Uma tradução do Novo Testamento para Kaugel foi publicada em 1997 e está atualmente disponível online.
O dialeto Aua tem uma língua pandanus para uso durante a colheita de karuka (fruto).
Kaugel é notável por ter um sistema de numeração de base 24 em ciclos de 4. A palavra para o número 4 também é significa mão em referência aos quatro dedos.

## Numeração
| Número         | Kaugel                  | Número         | Kaugel                 | Número         | Kaugel              | Número         | Kaugel    |
| -------------- | ----------------------- | -------------- | ---------------------- | -------------- | ------------------- | -------------- | --------- |
| um             | tele                    | dois           | talo                   | três           | yepoko              | quatro         | kise      |
| cinco          | kise pakera / te pakera | seis           | talo pakera            | sete           | yepoko pakera       | oito           | engaki    |
| nove           | rureponga telu          | dez            | rurepomga talo         | onze           | rureponga yepoko    | doze           | rurepo    |
| treze          | malapunge telu          | quatorze       | malapunge talo         | quinze         | malapunge yepoko    | dezesseis      | malapu    |
| dezessete      | sepunge telu            | dezoito        | sepunge talo           | dezenove       | sepunge yepoko      | vinte          | tokapu    |
| vinte e um     | tokapunge telu          | vinte e dois   | tokapunde talo         | vinte e três   | tokapunde yepoko    | vinte e quatro | ctokapu   |
| vinte e cinco  | alapunge telu           | vinte e seis   | alapunde talo          | vinte e sete   | alapunge yepoko     | vinte e oito   | alapu     |
| vinte e nove   | palangipu telu          | trinta         | palagipu talo          | trinta e um    | palangipu yepoko    | trinta e dois  | palangipu |
| vinte e quatro | tokapu talo (2 x 24)    | setenta e dois | tokapu yepoko (3 x 24) | noventa e seis | tokapu kise(4 x 24) |                |           |